# Fort Douaumont

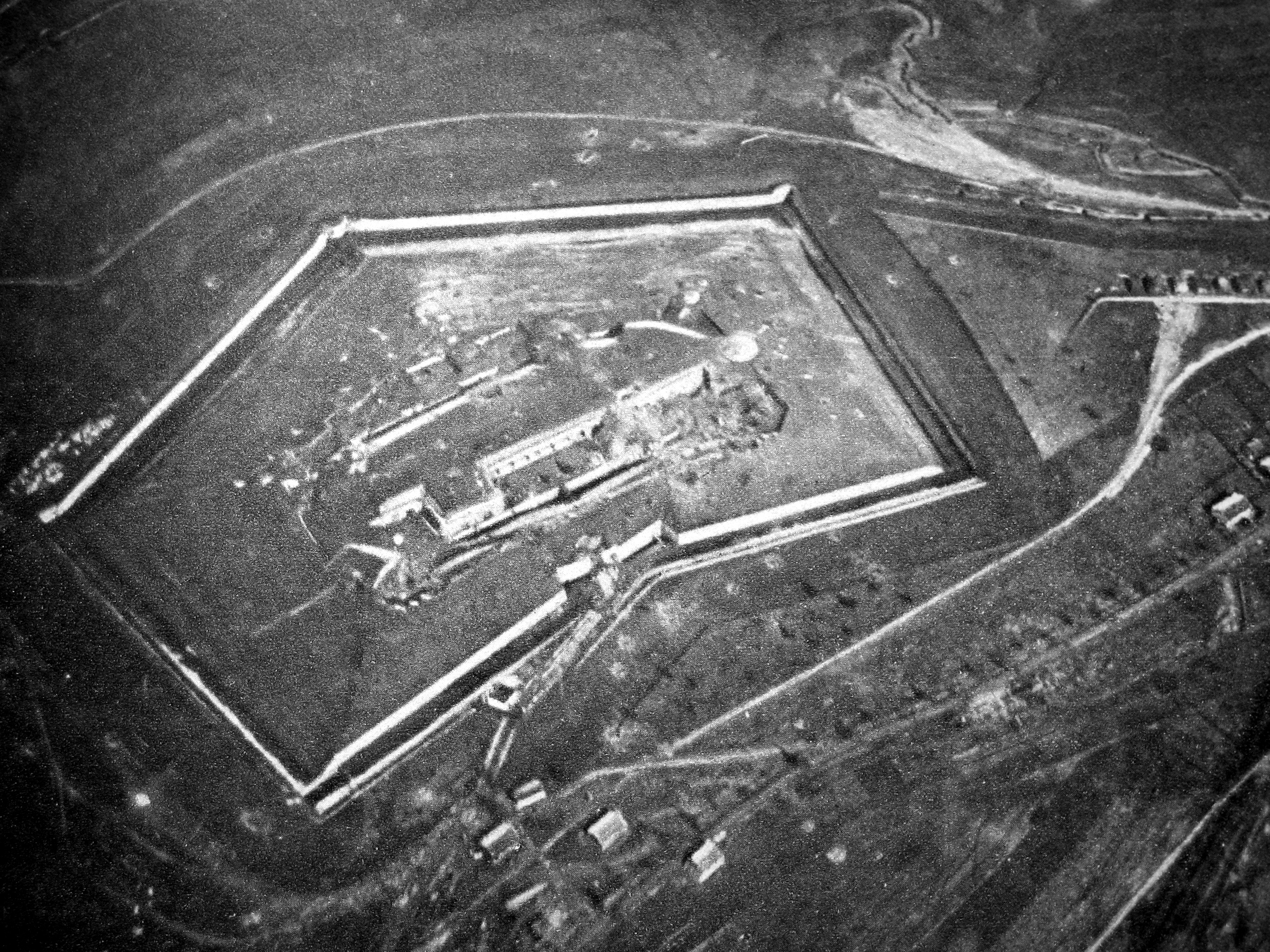
Veduta aerea del fort de Douaumont, 1916, prima dell'inizio della battaglia

Il fort de Douaumont è un'imponente fortificazione facente parte del Sistema Séré de Rivières, situata nel comune francese di Douaumont-Vaux, vicino alla piazzaforte di Verdun.
Ebbe un ruolo centrale nel corso della lunghissima battaglia di Verdun durante la prima guerra mondiale.

## Storia

### La costruzione
I lavori di costruzione iniziarono nel 1885, la gettata di cemento del tetto fu effettuata nel 1888, e il forte fu progressivamente rafforzato sino al 1913. Situato su uno dei rilievi più elevati della zona (388 metri), occupa una superficie totale di 30.000 m² ed è lungo circa 400 metri, con due livelli sotterranei; protetto all'origine da una copertura di calcestruzzo spessa 2,5 metri, e da 4 metri di terra, era difeso sul lato rivolto al nemico da un'ampia zona trincerata irta di ostacoli, filo spinato e posti per mitragliatrici, e circondato da un fossato profondo oltre sette metri. L'armamento, in torrette dalla corazzatura di 80 centimetri di spessore, consisteva in un cannone da 155 mm e due da 75 mm, oltre a diversi altri da 75 mm variamente appostati, e numerose torrette per mitragliatrici.
Le sue caserme potevano alloggiare una guarnigione di 635 uomini, era dotato di due cisterne d'acqua ed un forno per cuocere il pane; serviva da osservatorio, da rifugio, da deposito di materiale e munizioni. Nel 1914 il presidio era costituito da una compagnia di fanteria, artiglieri del 5º Reggimento d'artiglieria appiedata, elementi del genio militare, alcuni ausiliari per assicurare i servizi, sette ufficiali e 477 fra sottufficiali, caporali e soldati.
Fort Douaumont era ritenuto al tempo l'opera di difesa più forte d'Europa e virtualmente imprendibile.

### La conquista
L'invasione tedesca del Belgio nel 1914 indusse i vertici militari francesi a ripensare l'utilità delle fortificazioni in guerra. L'artiglieria pesante tedesca aveva rapidamente avuto ragione dei forti belgi, comparabili per armamento, durante la battaglia di Liegi, per cui nell'agosto 1915 si decise di disarmare parzialmente il sistema fortificato francese, giudicato non più idoneo alla guerra moderna, e fort Douaumont fu privato dei cannoni da 75 mm.
Sfortunatamente nel febbraio 1916 i tedeschi lanciarono la propria maggiore offensiva proprio nella zona di Verdun, e il forte divenne subito l'obiettivo principale, in ragione della propria privilegiata posizione di osservatorio. Anche con guarnigione ed armamento ridotti rappresentò ugualmente un formidabile ostacolo all'avanzata tedesca.
La presa del forte avvenne tuttavia in maniera rocambolesca, da parte di un pugno di uomini. Quando elementi del 24º Reggimento del Brandeburgo vi si avvicinarono, il 25 febbraio, la maggior parte del personale si era ritirato nei livelli inferiori per sfuggire all'incessante bombardamento dei grossi calibri tedeschi, tra cui i formidabili obici da 42 cm Gamma Mörser, cosicché le cupole di osservazione non erano presidiate. Solo una squadra di artiglieri occupava la cupola del pezzo da 155 mm.
Una squadra di dieci genieri comandata dal sergente Kunze riuscì ad avvicinarsi al forte, e fu scambiata dai mitraglieri francesi del vicino villaggio di Douaumont, a causa della scarsa visibilità, per una squadra di truppe coloniali francesi di ritorno da una pattuglia.
Kunze e i suoi riuscirono quindi a scendere nel fossato. I bunker che lo difendevano erano sguarniti, cosicché fu relativamente facile risalire il fossato e forzare una porta di accesso.
Kunze, solo, si aggirò per i bui corridoi del forte fino a imbattersi negli artiglieri, che fece prigionieri; dopodiché scovò gli uomini della guarnigione e li chiuse nei loro alloggi. Il forte era caduto.
L'evento scosse terribilmente l'orgoglio francese, e fu estremamente importante dal punto di vista militare, visto che il forte si era rivelato quasi invulnerabile ai colpi dell'artiglieria, e poté costituire un importante caposaldo tedesco proprio dietro la linea del fronte.

### L'occupazione tedesca
I francesi fecero ogni sforzo per riconquistare il forte a partire dal maggio 1916, subendo gravi perdite, stimate in 100.000 fra morti e feriti. I tedeschi riuscirono a tenere il forte, divenuto un importante e sicuro ricovero per le truppe, posto di medicazione e centro logistico. Ogni attacco francese fu respinto dall'artiglieria lontana e dal tiro diretto proveniente dal forte. A sua volta l'artiglieria francese non cessò di bersagliare la zona, divenuta poco a poco un paesaggio lunare, in parte visibile ancora oggi.
L'8 maggio un fuoco di cucina non controllato si estese a un deposito di munizioni e liquido per lanciafiamme: ne scaturì una violenta esplosione ed un incendio che uccise centinaia di soldati, fra cui l'intero comando del 12º Reggimento granatieri; alcuni sopravvissuti, nel tentativo di lasciare il forte in fiamme, furono scambiati per truppe francesi di colore dai loro compagni appostati all'esterno, e abbattuti con le mitragliatrici. L'entità esatta delle perdite non si saprà mai, ma ancora oggi i corpi di oltre 600 soldati tedeschi riposano in una casamatta fatta crollare dall'esplosione, considerata ufficialmente un cimitero di guerra tedesco.

### La riconquista
Fort de Douaumont fu riconquistato dai francesi il 24 ottobre 1916 ad opera delle truppe coloniali marocchine, dopo che i tedeschi, in seguito all'esplosione del maggio precedente e dei successivi danni inferti dall'artiglieria, lo avevano quasi abbandonato.
Milioni di colpi erano nel frattempo stati sparati sul forte, e migliaia di uomini avevano perso la vita per riconquistarlo.
(Ordine del giorno del generale Nivelle del 25 ottobre 1916)

## I resti del forte ed il prospiciente cimitero/ossario
Data l'importanza storica del forte è possibile, ancora oggi vederne i ruderi, e visitare il prospiciente cimitero/ossario inaugurato nel 1932.
Dal 2023 i resti del forte e il cimitero/ossario sono iscritti tra i Siti cimiteriali e memoriali della Prima guerra mondiale (Fronte occidentale), patrimonio dell'umanità seriale transnazionale tra Belgio e Francia.

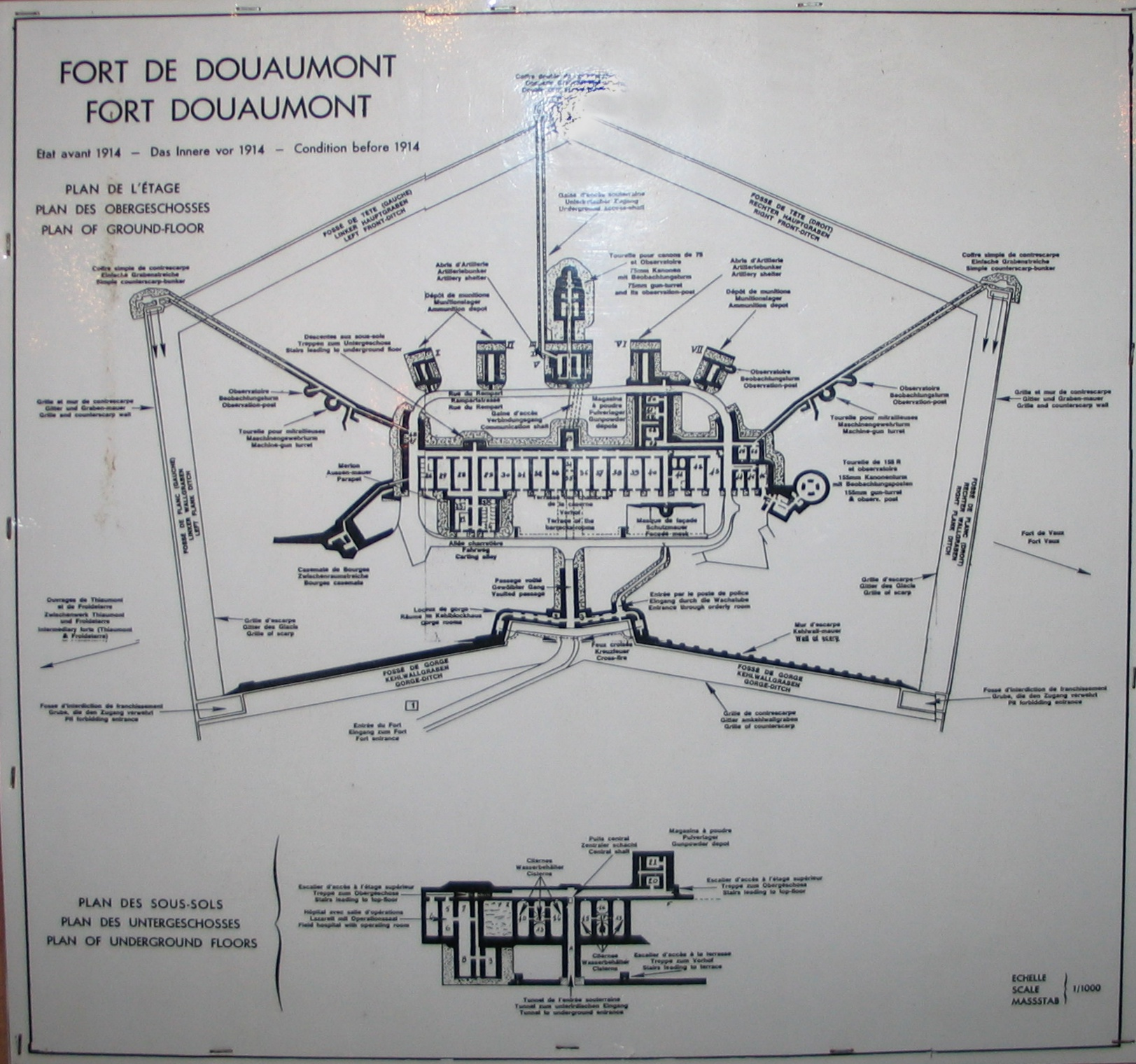
Pianta del forte
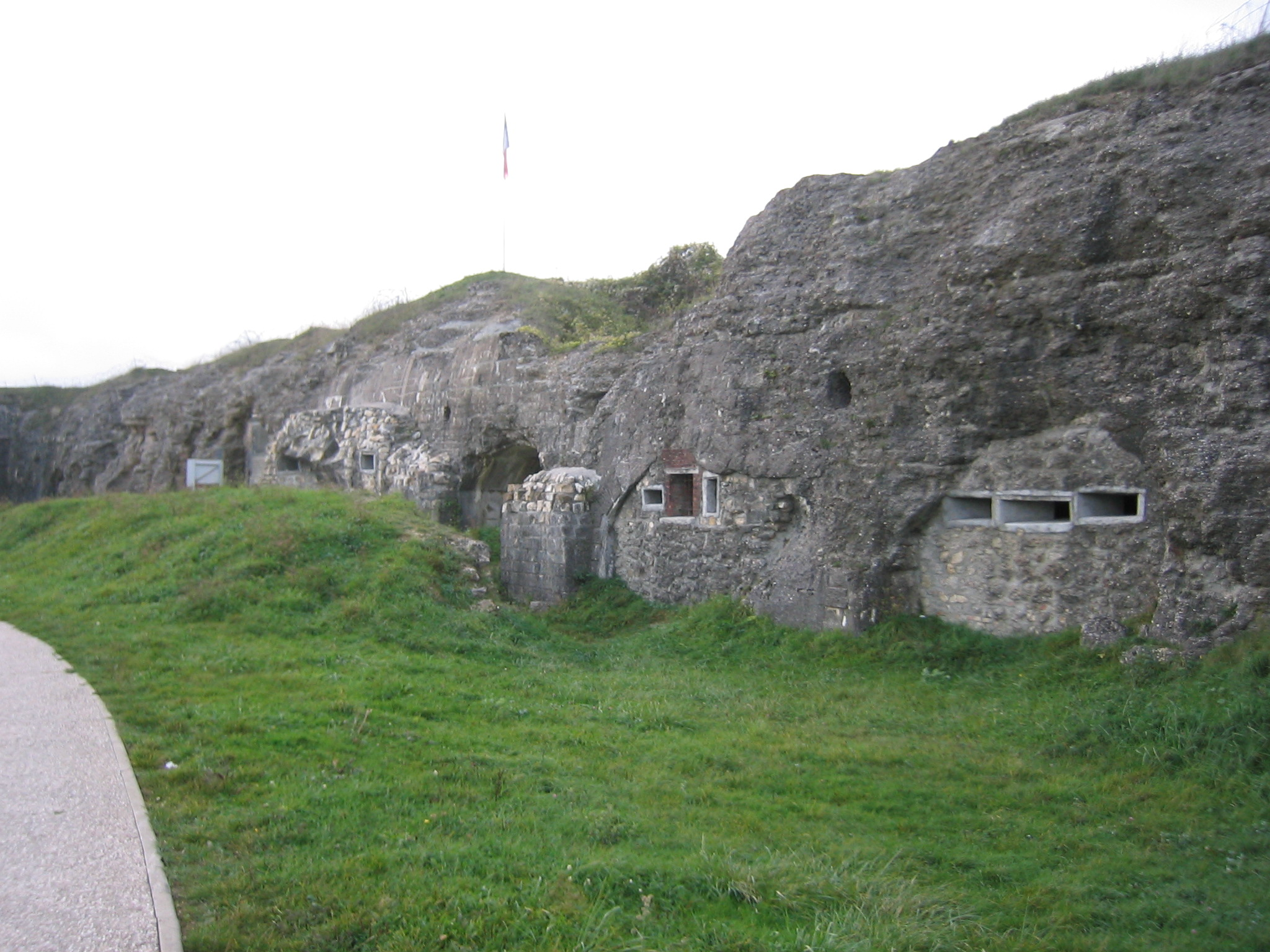
Vista generale del forte
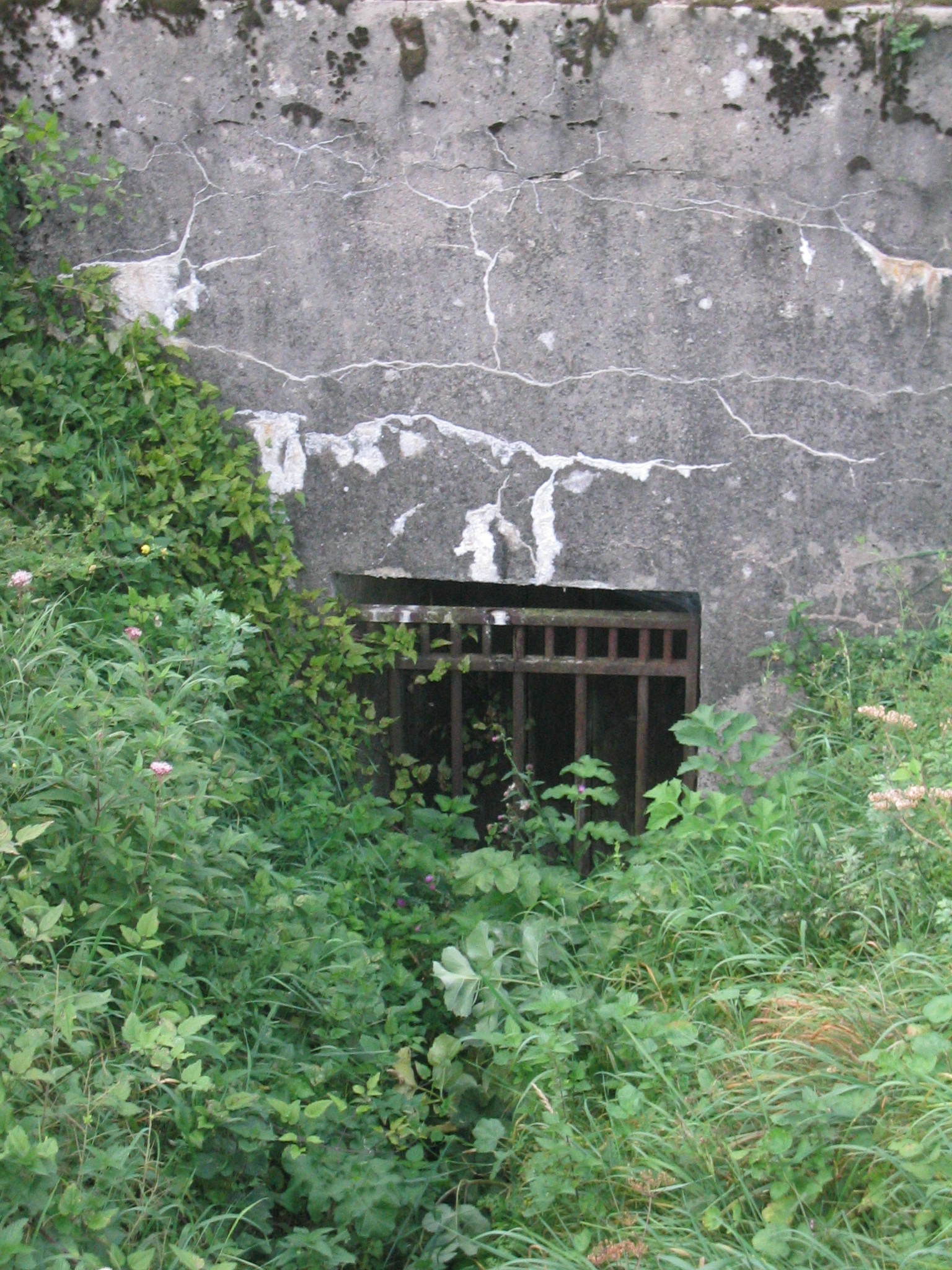
Entrata del tunnel sud
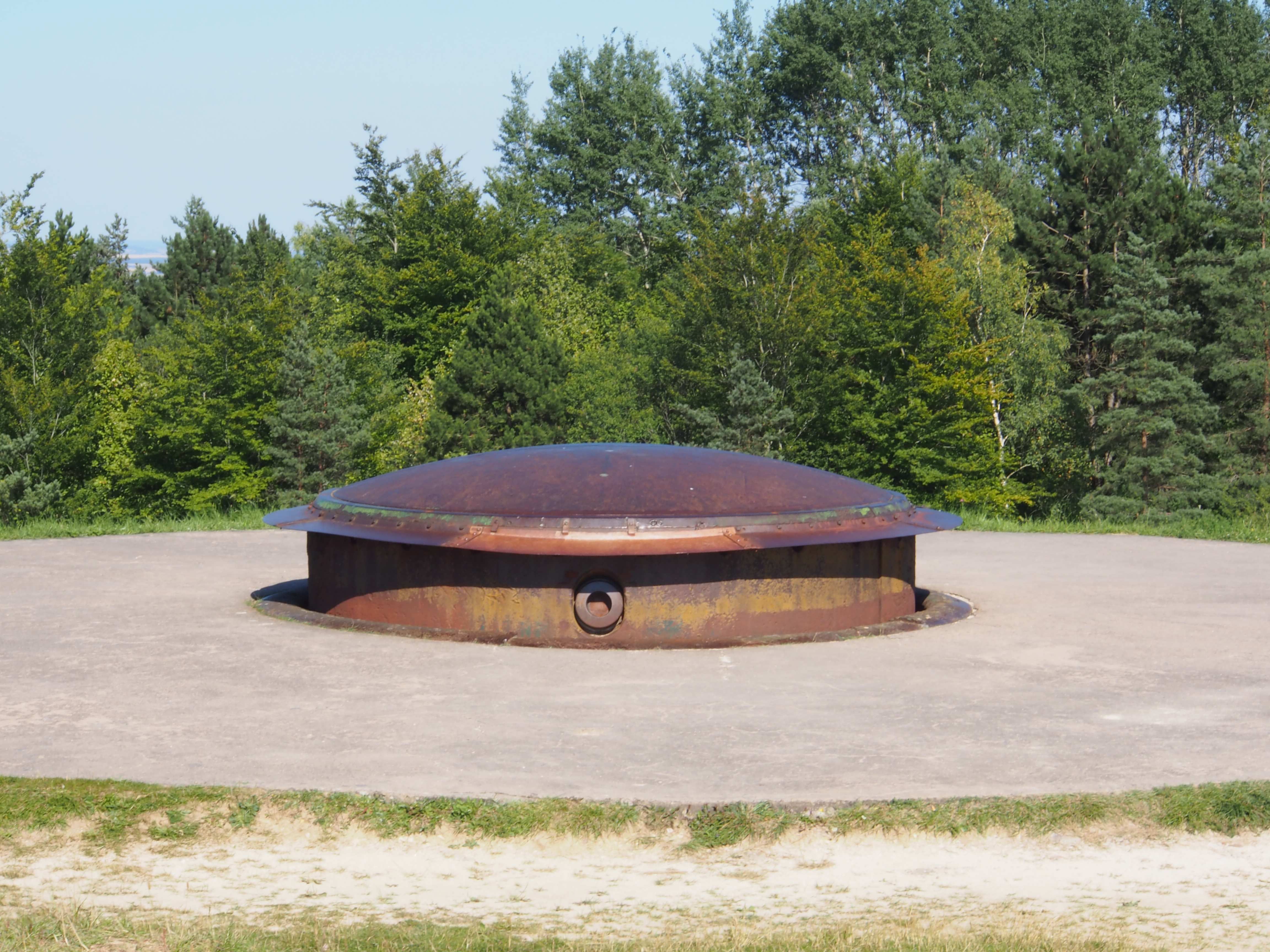
La torretta del pezzo da 155 mm
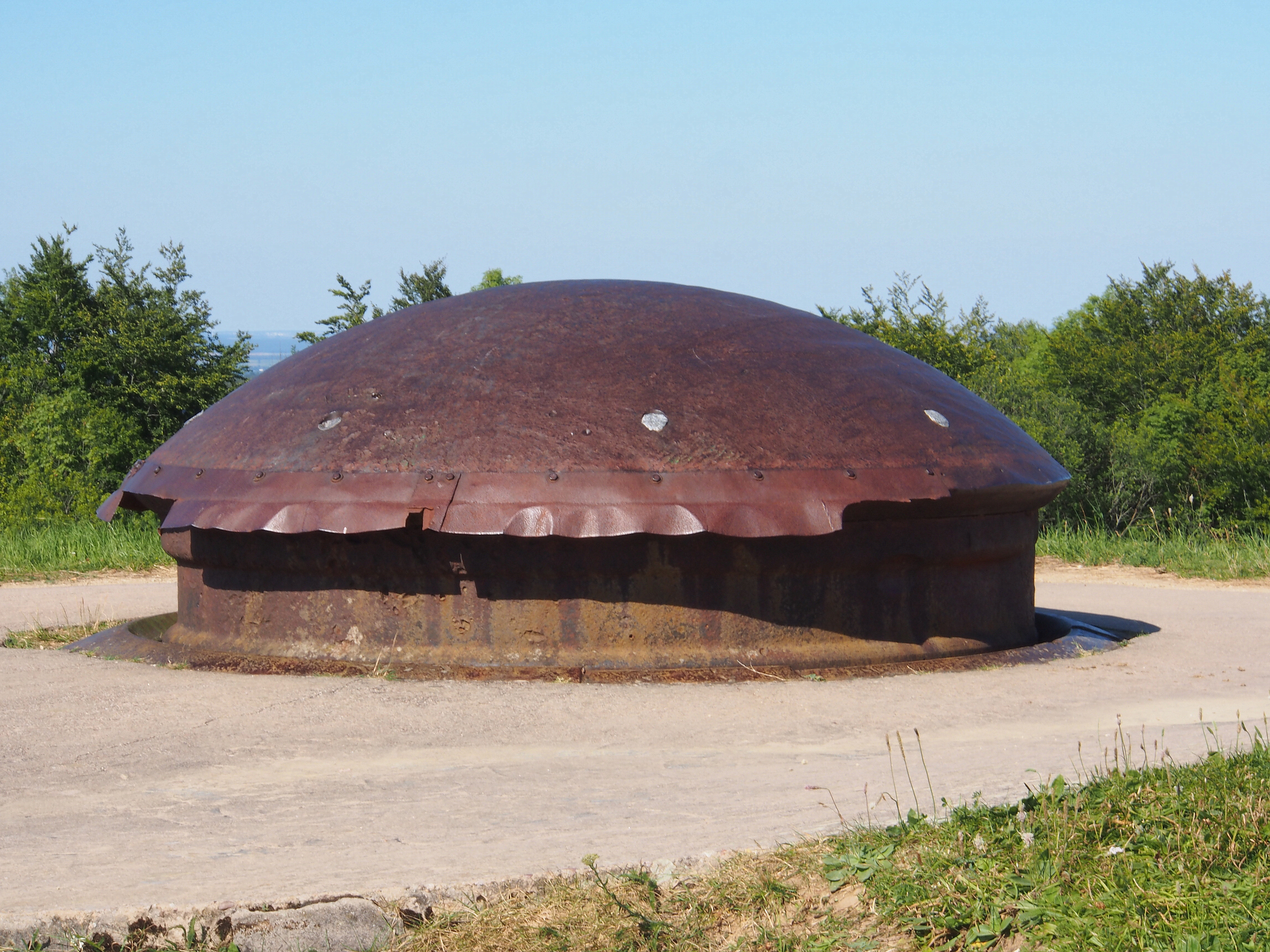
Torretta di un pezzo da 75 mm
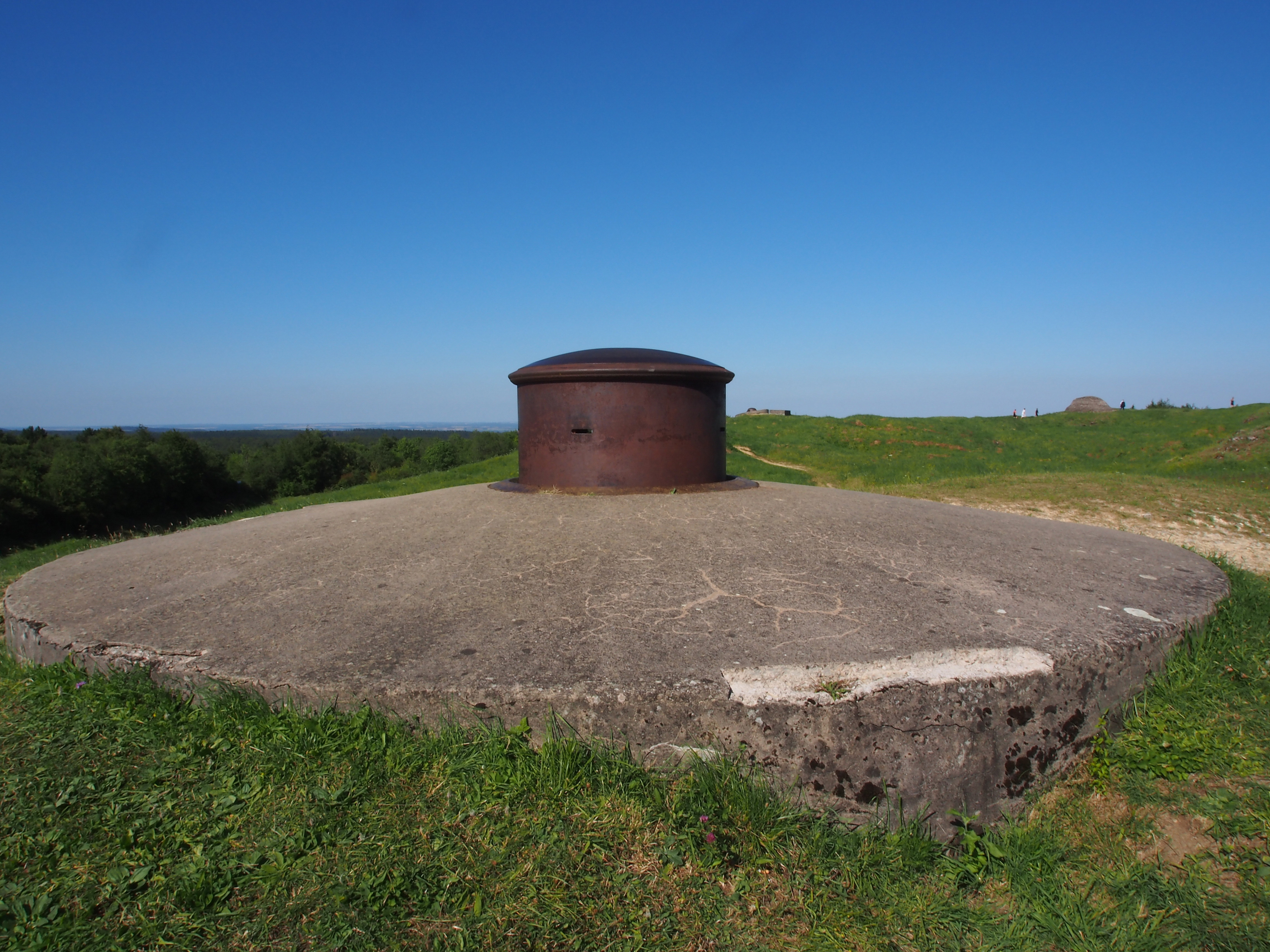
Torretta di una mitragliatrice
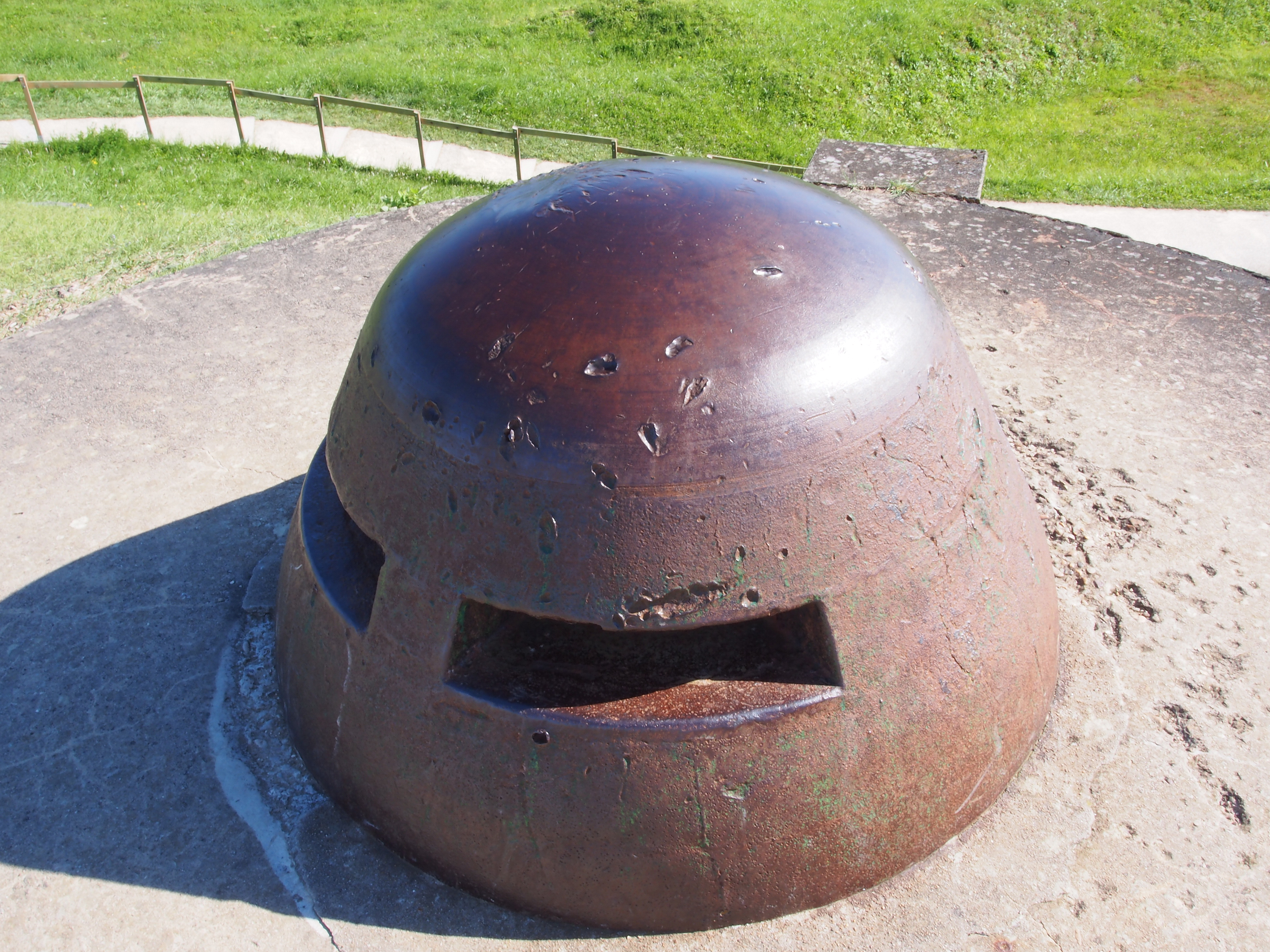
Torretta per osservazione